# Biserica Nașterea Sfântului Ioan Botezătorul din Podu Iloaiei

Biserica romano-catolică din Podu Iloaiei.

Biserica "Nașterea Sfântului Ioan Botezătorul" din Podu Iloaiei este o biserică romano-catolică construită în perioada 1994-1997 în orașul Podu Iloaiei (județul Iași). Ea se află pe Șoseaua Națională nr. 130, de-a lungul DN28.

## Istoric
În comuna Podu Iloaiei (astăzi oraș), aflat la o distanță de 25 km de municipiul Iași, a existat în a doua jumătate a secolului al XX-lea o mică comunitate catolică. Din rândul acestei comunități a provenit pr. Laurențiu Cucuteanu, născut la 10 decembrie 1962 la Podu Iloaiei. După absolvirea școlii generale de opt clase în localitatea natală (1977), el a urmat studii teologice la Iași, fiind sfințit preot la 29 iunie 1988 de către episcopul Ioan Robu.  
În anul 1991 a fost înființată Parohia romano-catolică din Târgu Frumos, având filiala Podu Iloaiei. Primul paroh de Târgu Frumos, pr. Maricel Medveș (1991-2002), a început în același an să construiască o biserică parohială. În paralel, în mai 1994 a fost începută construcția unei biserici catolice la Podu Iloaiei, aici fiind întâmpinate la început multe necazuri (după cum afirma preotul Medveș). 
Prima sfântă liturghie a fost celebrată în noua biserică în anul 1995, în prima duminică din Advent, deși lucrările nu erau încă terminate. În ciuda obstacolelor ivite, construcția bisericii din filiala Podu Iloaiei a avansat rapid, iar la 23 octombrie 1997 PS Petru Gherghel, episcop de Iași, a sfințit noul lăcaș de cult cu hramul „Nașterea Sfântului Ioan Botezătorul”. 
La invitația Patriarhiei Române, a Mitropoliei Moldovei și Bucovinei și a Diecezei Romano-Catolice de Iași, cardinalul Christoph Schönborn, arhiepiscop de Viena, a efectuat în perioada 2-8 septembrie 2001 o vizită ecumenică în România. Printre comunitățile catolice care au fost vizitate de înaltul ierarh catolic s-a aflat și comunitatea din Podu Iloaiei. În această vizită cardinalul austriac a fost însoțit de către episcopul diecezan de Iași. 
La 1 august 2004, printr-un decret episcopal al PS Petru Gherghel, a fost înființată Parohia Podu Iloaiei cu filiala Sprânceana. Tot atunci a fost numit și primul paroh în persoana preotului Robert Gașpal. 
În perioada 2-3 decembrie 2006, episcopul Petru Gherghel de Iași s-a aflat într-o vizită pastorală în Parohia Podu Iloaiei, a participat la liturghia din biserica parohială și s-a întâlnit cu credincioșii filialei. 
În prezent, în această biserică sunt celebrate zilnic liturghii. Comunitatea catolică din Podu Iloaiei avea în anul 2010 un număr de 189 familii cu 563 de credincioși.

## Preoți
La această biserică au slujit următorii preoți-parohi: 
- pr. Robert Gașpal (n. 22 iunie 1975, Tămășeni, județul Neamț) - A absolvit Școala generală de 8 clase din Tămășeni (1989), Seminarul Liceal din Iași (1993) și Institutul Teologic din Iași (1999). A fost sfințit preot la 29 iunie 1999, la Iași, de către episcopul Petru Gherghel. A activat ca vicar la Barticești (1 august 1999 - 1 august 2001), Nicolae Bălcescu (1 august 2001 - 1 august 2003) și Oțeleni (1 august 2003 - 1 august 2004), apoi ca paroh la Podu Iloaiei (1 august 2004 -).

## Imagini

Biserica romano-catolică din Podu Iloaiei
Biserica romano-catolică din Podu Iloaiei
Biserica romano-catolică din Podu Iloaiei
Biserica romano-catolică din Podu Iloaiei
Biserica romano-catolică din Podu Iloaiei
Biserica romano-catolică din Podu Iloaiei
Biserica romano-catolică din Podu Iloaiei
Biserica romano-catolică din Podu Iloaiei